# There You Go
«There You Go» (en español: «Ahí Vas») es una canción escrita e interpretada por Pink. Fue el primer sencillo de su álbum debut Can't Take Me Home. La canción alcanzó el lugar número 7 en el Billboard Top 100 y número 6 en el UK Singles Chart.
La canción fue escrita por Pink, Kevin "Shekspere" Briggs y Kandi Burruss. Fue también producida por Kevin Briggs. 
El sencillo fue un gran hit en Australia y fue acreditado como de platino debido a sus ventas mayores a 70 000 unidades.

## Canciones
- Maxi sencillo

1. «There You Go» (Álbum Versión) - 3:26
2. «There You Go» (Hani Num Club) - 8:27
3. «There You Go» (Hani Radio Edit) - 3:33
4. «There You Go» (Hani MFF Mix) - 8:39
5. «There You Go» (Hani Mix Show Edit) - 5:32

## Posicionamiento
| Listas (2000)                                   | Posición |
| ----------------------------------------------- | -------- |
| Australian ARIA Singles Chart                   | 2        |
| Australian Airplay Chart                        | 1        |
| Belgium UltraTop 50                             | 22       |
| Dutch Top 40                                    | 8        |
| Germany Singles Chart                           | 65       |
| Irish Singles Chart                             | 10       |
| New Zealand Singles Chart                       | 6        |
| Swedish Singles Chart                           | 26       |
| Swiss Singles Charts                            | 37       |
| UK Singles Top 75                               | 6        |
| U.S. Billboard Top 40 Mainstream                | 2        |
| U.S. Billboard Top 40 Tracks                    | 3        |
| U.S. Billboard Rhythmic Top 40                  | 4        |
| U.S. Billboard Hot 100                          | 7        |
| U.S. Billboard Hot Dance Music/Club Play        | 8        |
| U.S. Billboard Hot R&B/Hip-Hop Singles & Tracks | 15       |